# Chapelle Saint-Wendelin de Schweyen
La chapelle Saint-Wendelin se situe dans la commune française de Schweyen et le département de la Moselle.

## Histoire
La chapelle est édifiée en 1776 et agrandie en 1842 sur des plans de l'architecte Robin de Sarreguemines. Une tour-clocher, hors-œuvre en façade, est ajoutée en 1823. Exhaussée après la Seconde Guerre mondiale, ce qui lui confère une silhouette un peu grêle, elle s'ouvre par un portail en plein cintre. Un décor de feuilles de chêne se transformant en laurier au-dessus des impostes ornée de svatiskas courbes occupe toute la façade des piédroits de l'arc. Son inspiration et son traitement relèvent de l'art populaire.